# Hörnen
Hörnen ist ein Wohnplatz in der Gemeinde Kürten im Rheinisch-Bergischen Kreis.

## Lage und Beschreibung
Der Ort liegt abseits überörtlicher Straßen im Selbachtal in der Nähe von Weier.

## Geschichte
Der Ort ist auf der Topographischen Aufnahme der Rheinlande von 1824 als Höhn und auf der Preußischen Uraufnahme von 1840 als Hörnen verzeichnet.
Ab der Preußischen Neuaufnahme von 1892 ist er auf Messtischblättern regelmäßig als Hörnen verzeichnet.
1822 lebten 22 Menschen im als Hof kategorisierten und Hornen bezeichneten Ort. 1830 hatte der Ort 24 Einwohner und wurde mit Hornen bezeichnet. Der 1845 laut der Uebersicht des Regierungs-Bezirks Cöln als Hof kategorisierte Ort besaß zu dieser Zeit fünf Wohnhäuser. Zu dieser Zeit lebten 24 Einwohner im Hörnen genannten Ort, davon alle katholischen Bekenntnisses. Die Gemeinde- und Gutbezirksstatistik der Rheinprovinz führt Hörnen 1871 mit vier Wohnhäusern und 26 Einwohnern auf. Im Gemeindelexikon für die Provinz Rheinland von 1888 werden vier Wohnhäuser mit 18 Einwohnern angegeben. 1895 hatte der Ort vier Wohnhäuser und 24 Einwohner.
1905 besaß der Ort vier Wohnhäuser und 23 Einwohner und gehörte konfessionell zum katholischen Kirchspiel Olpe.
1927 wurden die Bürgermeisterei Olpe in das Amt Olpe überführt. In der Weimarer Republik wurden 1929 die Ämter Kürten mit den Gemeinden Kürten und Bechen und Olpe mit den Gemeinden Olpe und Wipperfeld zum Amt Kürten zusammengelegt. Der Kreis Wipperfürth ging am 1. Oktober 1932 in den Rheinisch-Bergischen Kreis mit Sitz in Bergisch Gladbach auf.
1975 entstand aufgrund des Köln-Gesetzes die heutige Gemeinde Kürten, zu der neben den Ämtern Kürten, Bechen und Olpe ein Teilgebiet der Stadt Bensberg mit Dürscheid und den umliegenden Gebieten kam.